# Fatih Sultan Mehmetbrug
De Fatih Sultan Mehmetbrug (Turks: Fatih Sultan Mehmet Köprüsü), ook bekend als de Tweede Bosporusbrug (Turks: 2. Boğaziçi Köprüsü), is een brug in de Turkse stad Istanboel. De brug gaat over de Bosporus en is 1510 meter lang. De grootste overspanning is 1090 meter. De brug is genoemd naar de 15e-eeuwse Ottomaanse sultan Mehmet II (Mehmet de Veroveraar). De brug werd geopend op 3 juli 1988 door premier Turgut Özal.
De FSM, zoals de brug vaak afgekort wordt genoemd, ligt ongeveer vijf kilometer ten noorden van de eerste brug over de Bosporus, de Bosporusbrug. Sinds 2016 is het de middelste van drie bruggen, de dan geopende Yavuz Sultan Selimbrug ligt tien kilometer noordelijker.
De FSM is onderdeel van twee belangrijke wegen, zowel de Europese weg 80 als de Aziatische weg 1 hebben hun route over de brug.